# Nozizwe Madlala-Routledge
Nozizwe Charlotte Madlala-Routledge (n. 29 iunie 1952, Umzumbe⁠(d), KwaZulu-Natal, Africa de Sud) este politiciană sud-africană care a fost Ministrul Adjunct al Apărării al Africii de Sud din 1999 până în aprilie 2004 și Ministru Adjunct al Sănătății din aprilie 2004 până în august 2007. Președintele Thabo Mbeki a respins-o din Cabinet pe 8 august 2007, după care și-a menținut rolul ca membru al parlamentului, reprezentând Congresului Național African. Pe 25 septembrie 2008, a devenit vicepreședintă a Adunării Naționale, slujind în această calitate până la demisia din Parlament la începutul lunii mai 2009. Ea a fost membră a Partidului Comunist Sud African din 1984.